# Cour administrative suprême de la République tchèque
 (octobre 2023).
Si vous disposez d'ouvrages ou d'articles de référence ou si vous connaissez des sites web de qualité traitant du thème abordé ici, merci de compléter l'article en donnant les références utiles à sa vérifiabilité et en les liant à la section « Notes et références ».
La Cour administrative suprême de la République tchèque (tchèque : Nejvyšší správní soud České republiky) est la plus haute juridiction de l'ordre administratif de la République tchèque. Elle est également compétente pour connaître des conflits de compétence et de nombreuses questions politiques, telles que les élections, la formation et la dissolution des partis politiques, l'éligibilité des personnes aux fonctions électives, etc. Elle statue également sur les procédures disciplinaires visant les juges et les procureurs.
Comme dans d'autres pays d'Europe, la justice administrative est considérée en Tchéquie comme un ordre juridique et juridictionnel distinct. La Cour administrative suprême est donc la plus haute autorité juridictionnelle en matière de droit public (allant du droit d'asile, du droit de l'environnement et du droit de la sécurité sociale au droit électoral, au droit fiscal, au droit de la concurrence), tandis que la Cour suprême traite des affaires civiles et pénales, et que la Cour constitutionnelle est chargée du contrôle de constitutionnalité.

## Histoire
La Cour administrative suprême moderne trouve ses origines en Bohême et en Moravie sous l'Empire austro-hongrois. Depuis le milieu du XIXe siècle jusqu'à la formation de la Tchécoslovaquie, les droits des Tchèques en matière de droit public étaient garantis par la Verwaltungsgerichtshof, ou Cour administrative autrichienne, qui siégeait à Vienne. Les cours administratives de la République tchèque et de l'Autriche ont donc un ancêtre commun.
La République tchécoslovaque (née le 28 octobre 1918) a mis en place sa propre juridiction administrative, qui a continué à fonctionner jusqu'au coup de Prague de février 1948, après quoi elle n'existât plus que de manière purement théorique, jusqu'à sa dissolution officielle en 1952.
En 1991, les autorités de la République fédérative tchécoslovaque ont laissé entendre qu'elles créeraient un nouveau tribunal administratif dans le cadre de l'article 36 de la Charte des droits fondamentaux et des libertés fondamentales, mais n'a pas réussi à le faire au cours de sa brève existence. Après le divorce de velours, le gouvernement de la République tchèque a non seulement renouvelé son attachement envers cette Charte dans la Constitution tchèque, en conférant à la première la même valeur que la dernière, mais il a également précisé que la plus haute juridiction en matière administrative serait appelé Cour administrative suprême, comme ce fut le cas à l'époque austro-hongroise. Cependant, de nombreux détails concernant cette juridiction ont été renvoyés à des « dispositions ultérieures ». Ce n'est que le 1er janvier 2003 que le Parlement tchèque a adopté la loi 150/2002 créant le Code de justice administrative. C'est avec ce dernier, plus que tout autre législation peut-être, que la Cour a été rendue fonctionnelle dans les régions de Bohême, de Moravie et Silésie tchèque.
Depuis 2003, le Cour administrative suprême se caractérise par une charge de travail croissante, un manque de personnel et la recherche d'un siège permanent. Ce dernier a finalement été trouvé à la fin de l'année 2006, lorsque la Cour a quitté ses bureaux loués pour s'installer dans son nouveau siège permanent sur la place Moravie (Moravské náměstí) à Brno. Simultanément, le Parlement a accordé une plus grande attention à la Cour administrative surprême, en offrant une meilleure définition de la portée et des pouvoirs de la juridiction à travers plusieurs lois.